# Boris Elkin
Boris Alejandro Elkin (Los Toldos, Buenos Aires, 2 de junio de 1905 – Buenos Aires, 21 de junio de 1952) fue un periodista y poeta dedicado al género gauchesco.

## Biografía
Era hijo del chacarero Alejandro Elkin y de María Delfina Grosso, quienes cuando tenía corta edad se trasladaron a vivir en una chacra ubicada en el actual barrio San Francisco de la ciudad de Chivilcoy, donde cursó sus estudios. Se casó con la chivilcoyana María Magdalena Rosito, con quien en 1935 tuvo un hijo de nombre Raúl Boris.
Editó en Chivilcoy a partir del 12 de noviembre de 1931 junto al también periodista y poeta Francisco Ernesto Palmentieri, que era dos años mayor, el semanario gráfico, social y literario “Notas” y, además de  componer sus primeros poemas gauchescos, alternaba con la actuación integrando el conjunto filodramático “Florencio Sánchez”, que el 7 de noviembre de 1933 presentó en el cine-teatro Metropol la comedia teatral “La estancia nueva”, una obra de Claudio Martínez Paiva y Rafael J. De Rosa que había sido estrenada en Buenos Aires el 15 de octubre de 1923 por la Compañía
Cicarelli-Sapelli.
En la segunda mitad de la década de 1930 se mudó a Buenos Aires y efectuó diversos trabajos en el campo de la publicidad, fue empleado del Registro Civil, de la ciudad de Tigre y, en el campo artístico, escribió cuentos, fábulas y narraciones para niños, tuvo audiciones en la radio, dio recitales con sus textos gauchescos y participó como actor en radioteatros. Fueron publicados sus libros: Yerba güeña y –en forma póstuma- Charqueando; sus textos fueron utilizados por recitadores como Fernando Ochoa y en obras teatrales como 5 x 10 Vibrato.
Cambiando la palabra “colla” por “cholo”, el cantante y compositor peruano Luis Abanto Morales convirtió el poema de Elkin titulado No me compadezcas en el clásico criollo Cholo soy, la canción que marcó la identidad del artista y generaciones peruanas la adoptaron -por su factura sencilla pero de hondísimo significado- como un himno. El cantor la había presentado en 1973, en el Festival de la Canción de Sullana como “de su autoría” y titulada Cholo soy; dos años después una nota del suplemento Estampa del Expreso, publicado el 6 de julio de 1975, menciona públicamente a Elkin como verdadero autor de la canción, lo que reconoció el cantor una semana después en una carta enviada a la publicación, diciendo que la canción “no me pertenece en su letra, pero al respecto puedo decirle en honor a la verdad que un payador argentino, en agradecimiento a mis atenciones, me la concedió atribuyéndosela como propia para que yo le diera la línea melódica que transmitiera musicalmente el mensaje que encierra”.
Falleció en Buenos Aires el 21 de junio de 1952 y sus restos, después de ser velados en la Casa del Teatro, fueron inhumados en el cementerio de la Chacarita. En su homenaje, el 17 de enero de 1971 se instaló un monolito recordatorio, en el barrio San Francisco, kilómetro 159, de la ruta nacional n° 5, Chivilcoy, donde había vivido Boris Elkin con su familia.